# Euthalia sericea
Euthalia sericea är en fjärilsart som beskrevs av Hans Fruhstorfer 1896. Euthalia sericea ingår i släktet Euthalia och familjen praktfjärilar. Inga underarter finns listade i Catalogue of Life.